# Movileni (okręg Jassy)
Movileni – wieś w Rumunii, w okręgu Jassy, w gminie Heleșteni. W 2011 roku liczyła 163 mieszkańców.